# USS Bremerton (CA-130)
USS Bremerton (CA-130) là một tàu tuần dương hạng nặng thuộc lớp Baltimore của Hải quân Hoa Kỳ được đưa ra hoạt động vào giai đoạn cuối của Chiến tranh Thế giới thứ hai. Nó là tàu chiến đầu tiên của Hải quân Mỹ được đặt cái tên này, theo tên thành phố Bremerton thuộc tiểu bang Washington. Hoàn tất quá trễ để có thể kịp tham gia trong Thế Chiến II, nó đã tiếp tục phục vụ tại Thái Bình Dương và tham gia cuộc Chiến tranh Triều Tiên trước khi xuất biên chế  năm 1960 và bị bán để tháo dỡ năm 1974. Bremerton được tặng thưởng hai Ngôi sao Chiến trận do thành tích hoạt động trong cuộc Chiến tranh Triều Tiên.

## Thiết kế và chế tạo

### Thiết kế
Sau khi những giới hạn về tải trọng của tàu tuần dương hạng nặng do Hiệp ước Hải quân Washington quy định được dỡ bỏ, lớp Baltimore được thiết kế về căn bản dựa trên chiếc USS Wichita, và một phần cũng dựa trên lớp tàu tuần dương hạng nhẹ lớp Cleveland đang được chế tạo. Những chiếc Baltimore có trong lượng choán nước tiêu chuẩn lên đến 14.500 tấn Anh (14.733 t), và trang bị chín khẩu pháo 8 in (200 mm) trên ba tháp pháo ba nòng. So với lớp Wichita, vũ khí phòng không hạng nhẹ tiếp tục được tăng cường: 12 khẩu đội Bofors 40 mm bốn nòng (48 nòng pháo) cùng với 20-28 khẩu Oerlikon 20 mm. Sau Thế chiến II, pháo phòng không 20 mm bị tháo dỡ do kém hiệu quả, và pháo Bofors 40 mm được thay thế bằng pháo 3-inch/50-caliber trong thập niên 1950.

### Chế tạo
Bremerton được đặt lườn tại xưởng tàu của hãng New York Shipbuilding Corporation ở Camden, New Jersey vào ngày 1 tháng 2 năm 1943. Nó được hạ thủy vào ngày 2 tháng 7 năm 1944, được đỡ đầu bởi Cô Elizabeth K. McGowan, và được đưa ra hoạt động vào ngày 29 tháng 4 năm 1945 dưới quyền chỉ huy của hạm trưởng, Đại tá Hải quân John Boyd Mallard.

## Lịch sử hoạt động

### Những năm 1940
Bremerton rời Norfolk vào ngày 29 tháng 5 năm 1945 cho chuyến đi chạy thử máy tại vùng biển ngoài khơi vịnh Guantánamo, Cuba. Vào cuối giai đoạn chạy thử máy, nó phục vụ như là soái hạm của Đô đốc Jonas Ingram, Tổng tư lệnh Hạm đội Đại Tây Dương, trong chuyến đi thị sát Nam Mỹ. Nó quay trở về Hoa Kỳ và tham gia vào công việc thử nghiệm tại Casco Bay, Maine, từ ngày 22 tháng 7 đến ngày 2 tháng 10 năm 1945.
Vào ngày 7 tháng 11 năm 1945, Bremerton lên đường đi vịnh Guantánamo tiếp tục việc huấn luyện, rồi được điều động sang Thái Bình Dương để phục vụ cùng Đệ Thất hạm đội. Nó đi đến Trân Châu Cảng vào ngày 15 tháng 12 năm 1945 rồi tiếp tục đến Inchon, Hàn Quốc vào ngày 4 tháng 1 năm 1946. Nó tiếp tục hoạt động tại Viễn Đông cho đến ngày 20 tháng 11 năm 1946, khi nó quay về đến San Pedro, California. Nó còn thực hiện một chuyến đi huấn luyện quân nhân dự bị ngoài khơi bờ Tây Hoa Kỳ trước khi được cho ngừng hoạt động và đưa về lực lượng dự bị tại San Francisco vào ngày 9 tháng 4 năm 1948.

### Chiến tranh Triều Tiên
Bremerton được cho tái hoạt động vào ngày 23 tháng 11 năm 1951. Sau một đợt huấn luyện ôn tập, nó gia nhập Đệ Thất hạm đội trong chuyến đi đầu tiên đến khu vực chiến sự tại Triều Tiên. Các khẩu pháo của nó đã bắn vào phòng tuyến đối phương ở Wonsan, Kojo, Chongjin và Changjon Hang thuộc Triều Tiên. Vào ngày 13 tháng 9 năm 1952, nó được thay phiên để quay trở về Long Beach, California. Bảy tháng tiếp theo được dành cho việc đại tu, luyện tập và thực hành tác xạ; cho đến ngày 5 tháng 4 năm 1953, khi Bremerton rời Long Beach cho một lượt phục vụ cùng Đệ Thất hạm đội. Sau khi gia nhập Lực lượng Đặc nhiệm 77, nó đã nả pháo xuống các căn cứ, trại lính và đường sắt tại Triều Tiên.
Hoàn tất lượt phục vụ vào tháng 11 năm 1953, Bremerton quay trở về Long Beach và trải qua một đợt đại tu tại xưởng tàu. Sau khi công việc này hoàn tất, nó tiến hành một đợt huấn luyện khẩn trương trước khi lên đường cho một lượt bố trí mới tại Tây Thái Bình Dương vào ngày 14 tháng 5 năm 1954. Đến ngày 17 tháng 10 năm 1954, Bremerton quay trở về Long Beach, được nghỉ ngơi 30 ngày trước khi tiếp tục luyện tập và thực hành tác xạ ngoài khơi bờ biển Nam California.

### Sau chiến tranh – Số phận
Vào tháng 1 năm 1955, Bremerton đi đến Xưởng hải quân Mare Island tại Vallejo, California cho một đợt đại tu theo định kỳ, đồng thời nó cũng được nâng cấp để cải thiện khả năng sống sót và hiệu quả tác chiến.
Ngày 12 tháng 7 năm 1955, sau một đợt huấn luyện, Bremerton lại lên đường để phục vụ tại Viễn Đông. Trong chuyến đi đến Tây Thái Bình Dương lần này, Bremerton đã phục vụ như là soái hạm của Chuẩn đô đốc D. M. Tyree, Tư lệnh Hải đội Tuần Dương 1, sau đó được thay thế bởi Chuẩn đô đốc H. L. Collins. Trong hai tuần lễ của tháng 10, nó đã phục vụ như là soái hạm tạm thời của Phó đô đốc A. M. Pride, Tư lệnh Đệ Thất hạm đội, tại Keelung, Đài Loan. Trong lượt hoạt động tại Viễn Đông lần này, Bremerton đã tham gia năm chiến dịch cùng với Lực lượng Đặc nhiệm 77. Do thành tích hoạt động phối hợp với phe Quốc gia của Đài Loan, nó được tặng thưởng Huân chương Phục vụ Trung Quốc thứ hai. Trong thời gian ở lại Đài Loan, thủy thủ đoàn của nó đã tham gia lễ kỷ niệm ngày Song Thập của Trung Hoa dân quốc dưới sự chủ trì của Thống chế Tưởng Giới Thạch. Vào ngày 12 tháng 2 năm 1956, Bremerton lên đường quay trở về cảng nhà tại Long Beach, California.
Ngày 6 tháng 11 năm 1956, Bremerton rời Long Beach đi Viễn Đông một lần nữa, lần này ghé qua Melbourne, Australia nhân dịp Thế vận hội Mùa hè 1956. Ngoài ra, Bremerton còn ghé thăm bãi Ronondo, Monterey, Victoria, British Columbia, Seattle, Trân Châu Cảng, Guam, đảo san hô Kwajalein, các cảng Nhật Bản Yokosuka, Kobe, Beppu và Okinawa, Keelung và Kaohsiung thuộc Đài Loan, Manila và Olongapo thuộc Philippines, Hong Kong và vịnh Dingalan. Bremerton quay trở về Long Beach vào tháng 5 năm 1957.
Bremerton được cho xuất biên chế vào ngày 29 tháng 7 năm 1960; và được rút khỏi danh sách Đăng bạ Hải quân vào ngày 1 tháng 10 năm 1973. Nó được bán cho hãng Zidell Explorations Corp., tại Portland, Oregon vào ngày 11 tháng 7 năm 1974 để tháo dỡ.

## Phần thưởng
Bremerton được tặng thưởng hai Ngôi sao Chiến trận do thành tích phục vụ trong Chiến tranh Triều Tiên.
|  |  |                           |
|  |  |                           |
|  |  | Bronze star · Bronze star |
|  |  |                           |

| Dãi băng Hoạt động Tác chiến             |                                              |                                                          |
| Huân chương Phục vụ Trung Hoa            | Huân chương Chiến dịch Hoa Kỳ                | Huân chương Chiến thắng Thế Chiến II                     |
| Huân chương Phục vụ Chiếm đóng Hải quân  | Huân chương Phục vụ Phòng vệ Quốc gia        | Huân chương Phục vụ Triều Tiên với 2 Ngôi sao Chiến trận |
| Đơn vị Tuyên dương Tổng thống (Hàn Quốc) | Huân chương Liên Hợp Quốc Phục vụ Triều Tiên | Huân chương Phục vụ Chiến tranh Triều Tiên (Hàn Quốc)    |